# Cathédrale de la Résurrection-du-Christ de Tirana
Cette  cathédrale n’est pas la seule cathédrale de la Résurrection-du-Christ.
La cathédrale de la Résurrection-du-Christ (en albanais : Katedralja Ngjallja e Krishtit) est une cathédrale orthodoxe située à Tirana, la capitale de l'Albanie, et inaugurée le 24 juin 2012.